# Bölebyns garveri
Bölebyns garveri var ett garveri som etablerades år 1900 utmed Piteälven i byn Böle. Garveriet tillverkade olika slags läderprodukter enligt gamla metoder (vegetabilisk garvning med bark) och var kunglig hovleverantör. Det lades ned 2023. 